# テンニンチョウ属
テンニンチョウ属（テンニンチョウぞく、学名 Vidua）は、鳥類スズメ目テンニンチョウ科の1属である。

## 特徴
エチオピア区（サハラ以南のアフリカ）に生息する。
カエデチョウ科カエデチョウ亜科に托卵する。カッコウ科などと違い、托卵相手は種により決まっている。
いくつかの種の繁殖可能な雄は、非常に長い尾羽を持つ。

## 系統と分類
系統樹は Johansson et al. (2008)などより。
|                  | カエデチョウ科 Estrildidae                                                                 |
|                  |                                                                                            |
| テンニンチョウ科 | \| \| テンニンチョウ属 Vidua \| \| \| \| \| \| ? カッコウハタオリ Anomalospiza \| \| \| \| |
|                  | \| \| テンニンチョウ属 Vidua \| \| \| \| \| \| ? カッコウハタオリ Anomalospiza \| \| \| \| |
|                  | テンニンチョウ属 Vidua                                                                     |
|                  |                                                                                            |
|                  | ? カッコウハタオリ Anomalospiza                                                            |
|                  |                                                                                            |

|  | テンニンチョウ属 Vidua          |
|  |                                 |
|  | ? カッコウハタオリ Anomalospiza |
|  |                                 |

|                  | カエデチョウ科 Estrildidae                                                                 |
|                  |                                                                                            |
| テンニンチョウ科 | \| \| テンニンチョウ属 Vidua \| \| \| \| \| \| ? カッコウハタオリ Anomalospiza \| \| \| \| |
|                  | \| \| テンニンチョウ属 Vidua \| \| \| \| \| \| ? カッコウハタオリ Anomalospiza \| \| \| \| |
|                  | テンニンチョウ属 Vidua                                                                     |
|                  |                                                                                            |
|                  | ? カッコウハタオリ Anomalospiza                                                            |
|                  |                                                                                            |

|  | テンニンチョウ属 Vidua          |
|  |                                 |
|  | ? カッコウハタオリ Anomalospiza |
|  |                                 |

テンニンチョウ科に、カッコウハタオリ Anomalospiza と共に分類される。ただしこれらには托卵という共通点はあるものの、真の類縁関係は不明確である。
伝統的にはテンニンチョウ亜科 Viduininae として、広義のハタオリドリ科に含められていた。
系統位置に論争のあるカッコウハタオリを別にすればカエデチョウ科（かつてのハタオリドリ科カエデチョウ亜科）と近縁であり、同じ分類群とされることもあった。Wolters (1957; 1960) はカエデチョウ亜科を広義のカエデチョウ科の亜科とした。Sibley & Ahlquist (1990) はテンニンチョウ亜科をテンニンチョウ族 Viduini としカエデチョウ亜科に含めた。

## 種
国際鳥類学会議 (IOC)より。19種。
- Vidua chalybeata, Village Indigobird, シコンチョウ
- Vidua purpurascens, Dusky Indigobird, スミレシコンチョウ
- Vidua raricola, Jambandu Indigobird, サバンナシコンチョウ
- Vidua larvaticola, Baka Indigobird, バカシコンチョウ
- Vidua funerea, Variable Indigobird, クロシコンチョウ
- Vidua codringtoni, Twinspot Indigobird, ミドリシコンチョウ
- Vidua wilsoni, Pale-winged Indigobird, ニシクロシコンチョウ
- Vidua nigeriae, Quailfinch Indigobird, シャコスズメシコンチョウ
- Vidua maryae, Jos Plateau Indigobird, ジョスシコンチョウ
- Vidua camerunensis, Cameroon Indigobird, カメルーンシコンチョウ
- Vidua macroura, Pin-tailed Whydah, テンニンチョウ
- Vidua hypocherina, Steel-blue Whydah, ルリホウオウ
- Vidua fischeri, Straw-tailed Whydah, キサキスズメ
- Vidua regia, Queen Whydah, ミカドスズメ
- Vidua paradisaea, Eastern Paradise Whydah, ホウオウジャク
- Vidua orientalis, Northern Paradise Whydah, オビロホウオウジャク
- Vidua interjecta, Long-tailed Paradise Whydah, オナガホウオウジャク
- Vidua togoensis, Togo Paradise Whydah, トーゴホウオウジャク
- Vidua obtusa, :Broad-tailed Paradise Whydah, ミナミオビロホウオウジャク